# HDS (Automarke)

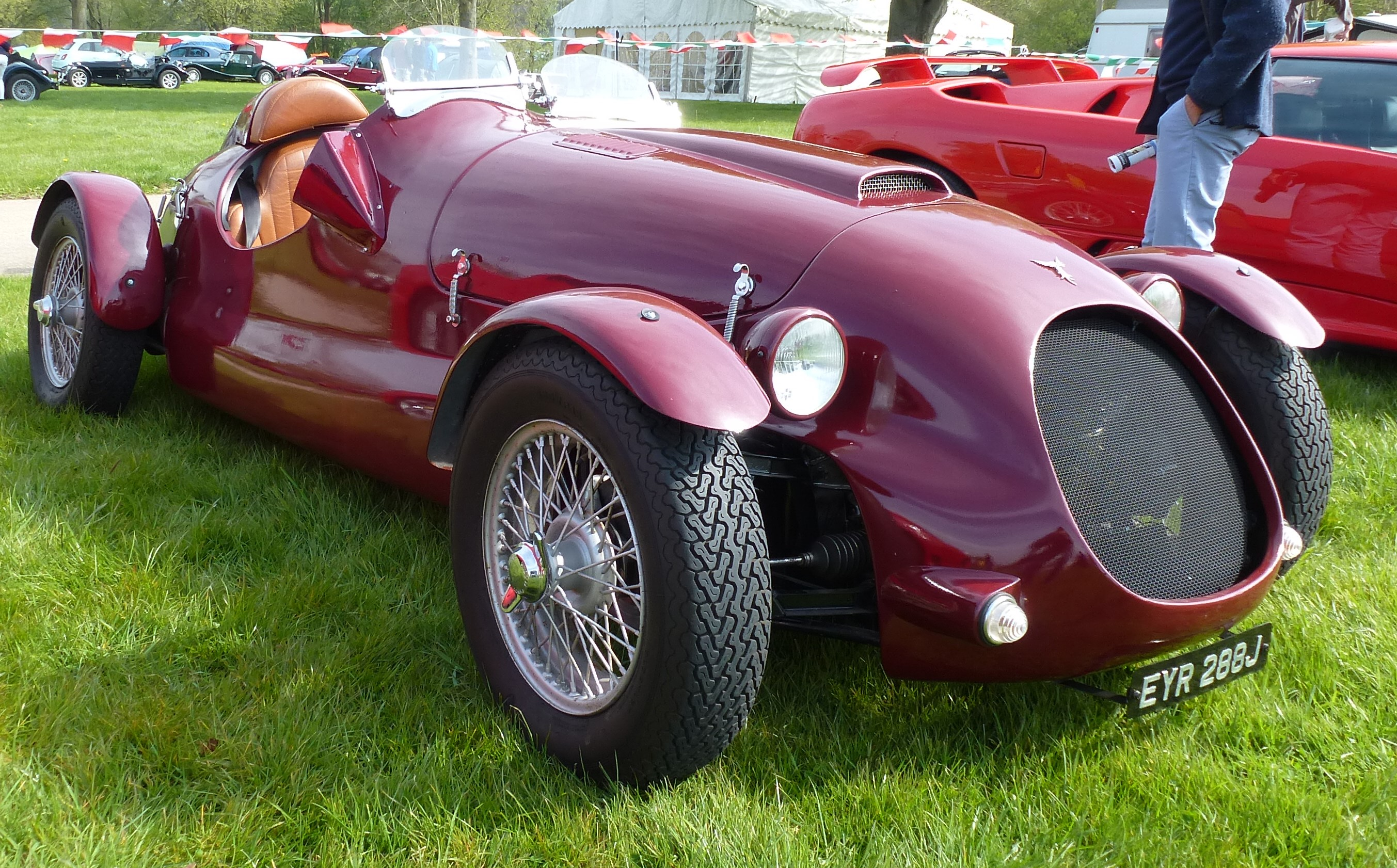
HDS

HDS ist eine britische Automarke.

## Markengeschichte
Alan Hooper gründete 1987 das Unternehmen Lindy Car Company im Londoner Stadtteil South Norwood. 1991 präsentierte er ein Fahrzeug unter dem Markennamen Lindy. Im gleichen Jahr benannte er das Unternehmen in Hooper Design Services um und begann mit der Serienfertigung von Automobilen und Kits. Der Markenname lautet seitdem HDS. 1996 erfolgte die nächste Umbenennung in Hooper Creative Design Services. Von 2000 bis 2001 setzte DG Engineering bzw. DG Motor Services aus Charlton in London die Produktion fort, und von 2001 bis 2005 Reed Motor Engineering aus South Norwood unter Leitung von Rob Askew. Seit 2005 ist Fiorano aus Bromley im London Borough of Bromley unter Leitung von Mick Michaelidis der Hersteller. Insgesamt entstanden bisher etwa 36 Exemplare.

## Fahrzeuge
Im Angebot stand ein Modell, das je nach Ausführung drei verschiedene Namen trug. Die offene Karosserie ähnelte einem Ferrari 166 Spyder Corsa. Der Lindy basierte auf dem verlängerten Fahrgestell des Triumph Spitfire und hatte dessen Vierzylindermotor. Alternativ konnte das Fahrgestell vom Triumph GT 6 verwendet werden. Der Defender hatte einen Leiterrahmen und viele Teile vom Triumph Dolomite. Der Warrior hatte einen Spaceframe-Rahmen. Ab 1993 konnten auch Motoren von Fiat verwendet werden, und ab 2002 Motoren vom Ford Sierra.
Seit 2005 lautet der Modellname Type 48 Corsa Spyder.